# Japanischer Storaxbaum

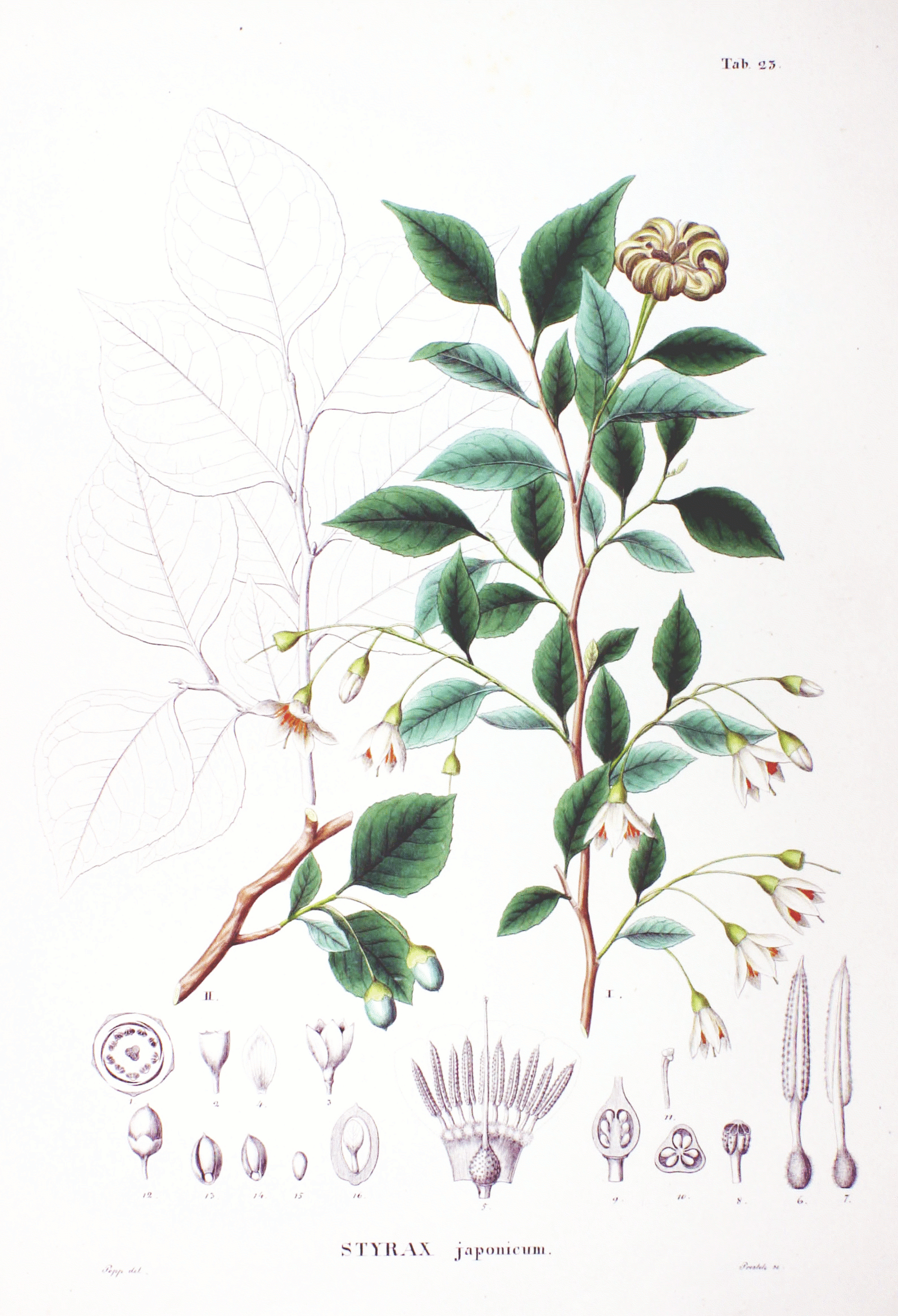
Illustration

Der Japanische Storaxbaum (Styrax japonicus) ist ein kleiner Baum mit weißen Blüten aus der Familie der Storaxbaumgewächse (Styracaceae). Das natürliche Verbreitungsgebiet der Art liegt in Japan, Korea, China, Taiwan, Laos, Vietnam und auf den Philippinen. Sie wird häufig wegen ihrer dekorativen Blüten kultiviert.

## Beschreibung

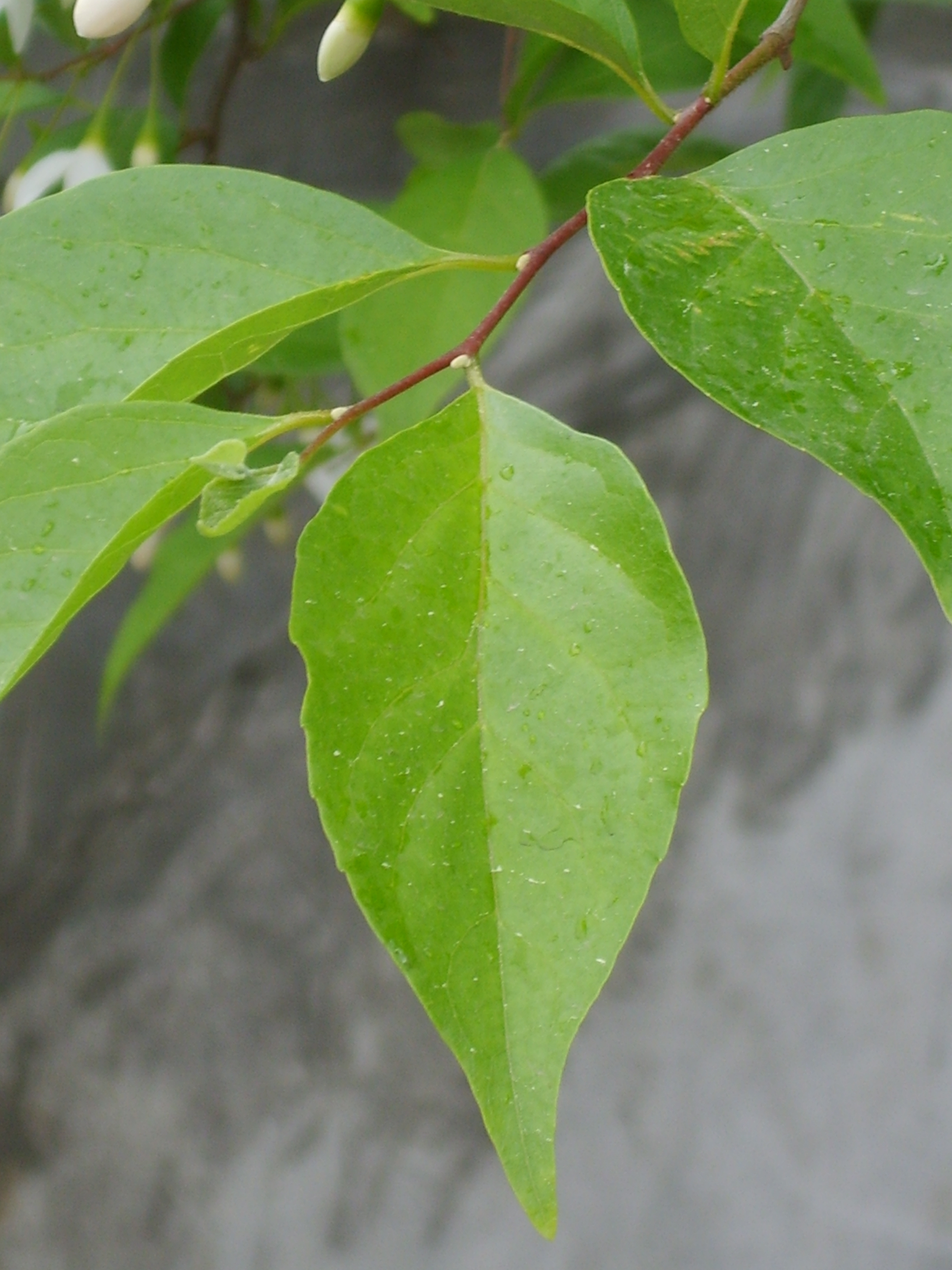
Zweig mit Blättern

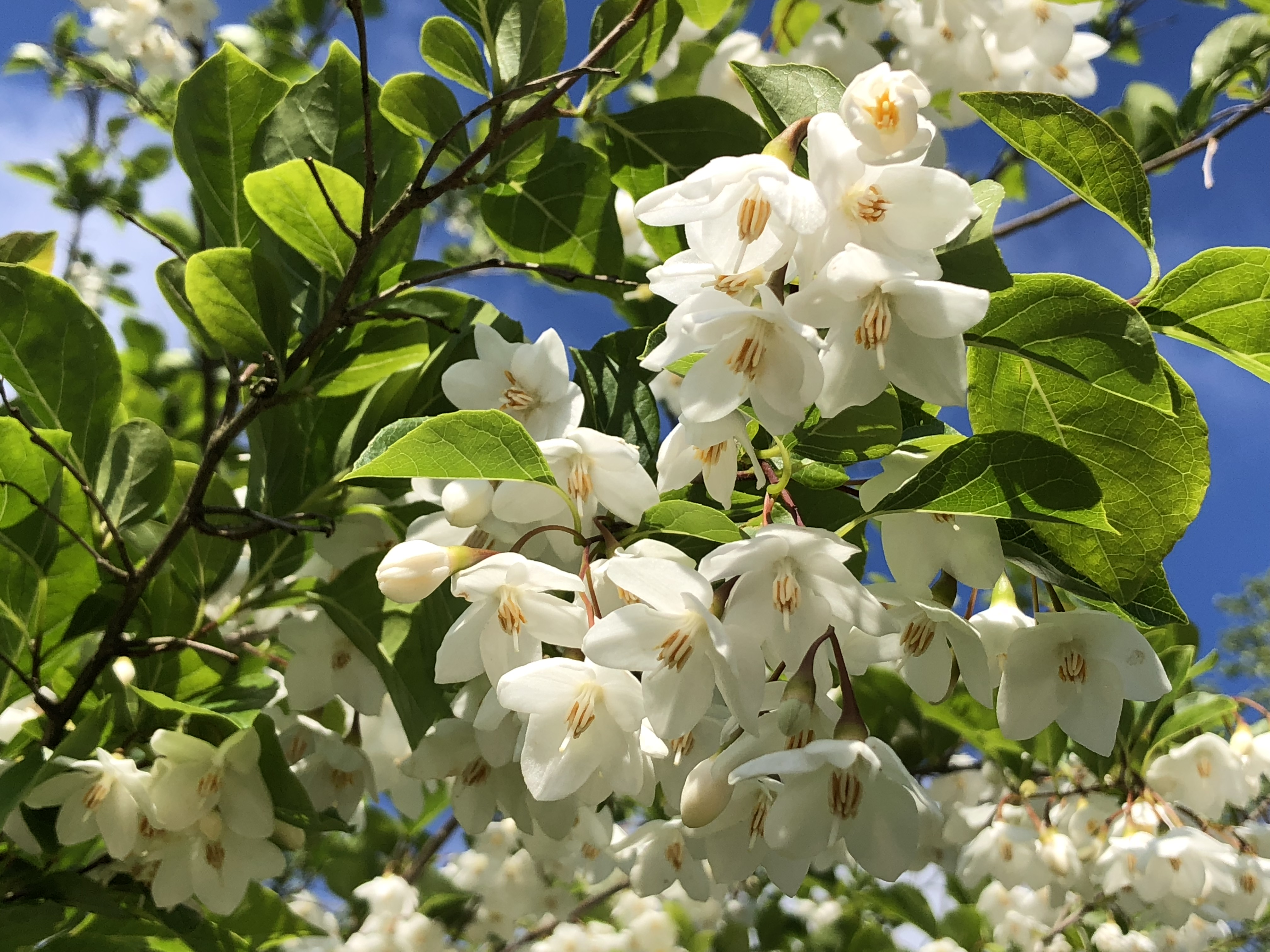
Blüten

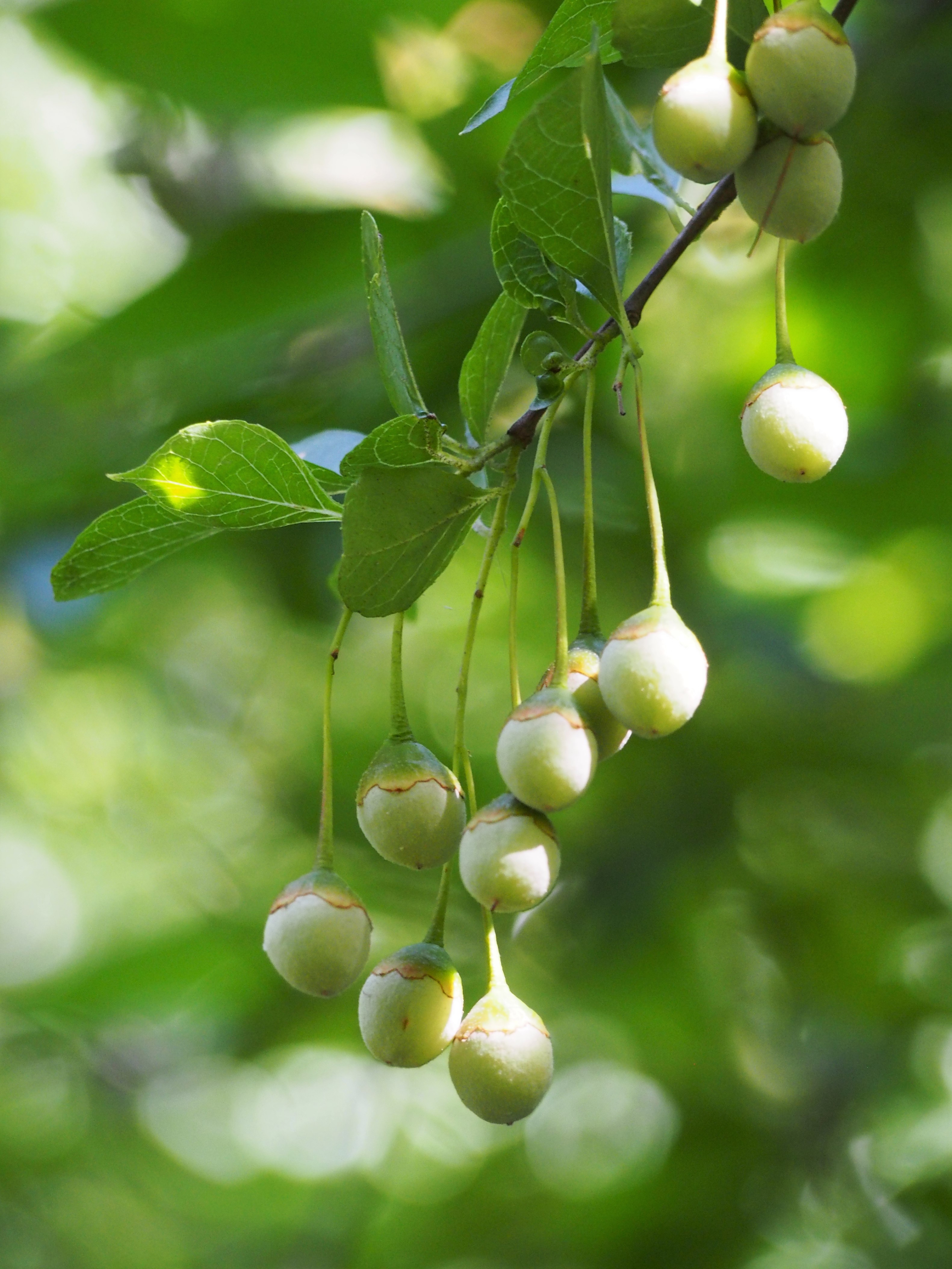
Früchte

Der Japanische Storaxbaum ist ein 4 bis 8, selten bis 10 Meter hoher, laubabwerfender Baum mit einer breiten, reich verzweigten Krone und weit abstehenden Ästen. Die Zweige sind purpurn gefärbt, dünn und ausgebreitet. Junge Triebe sind mit Sternhaaren bedeckt und etwas abgeflacht, sie werden später stielrund. Der Stammdurchmesser erreicht über 50 Zentimeter.
Die Laubblätter stehen wechselständig. Sie haben einen 5 bis 10 Millimeter langen Stiel. Die Blattspreite ist papierartig bis beinahe ledrig, 4 bis 10 Zentimeter lang und 2 bis 5, selten auch bis 6 Zentimeter breit, elliptisch bis eiförmig, spitz oder kurz zugespitzt, mit keilförmiger bis stumpfer Basis, ganzrandig bis entfernt feinspitzig gesägt oder gekerbt. Es werden fünf bis sieben sekundäre Nervenpaare gebildet, die Blattadern dritter Ordnung sind netzartig angeordnet. Sie treten auf beiden Blattseiten deutlich hervor und sind zusammen mit den Blattachseln spärlich mit Sternhaaren bedeckt. Sonst sind beide Seiten kahl.
Die Blütenstände sind 5 bis 8 Zentimeter lange, endständige Trauben aus fünf bis acht Blüten. Der Blütenstiel ist dünn, 2,5 bis 3,5 Zentimeter lang und kahl oder spärlich sternhaarig. Die duftenden, zwittrigen und fünfzähligen, weißen Blüten haben Durchmesser von 2 bis 2,8 Zentimetern und sind meist hängend. Der becherförmige Blütenkelch ist häutig, kahl oder spärlich sternhaarig, 4 bis 6 Millimeter lang, 3 bis 5 Millimeter breit und unregelmäßig gezähnt. Die Kronröhre ist 3 bis 5 Millimeter lang, die dachigen Kronzipfel sind eiförmig, verkehrt-eiförmig oder elliptisch, 1,6 bis 2,5 Zentimeter lang und 5 bis 7, selten bis 9 Millimeter breit. Die zusammenstehenden Staubblätter mit länglichen Antheren sind kürzer als die Blütenkrone, die Staubfäden sind an der Basis etwas verbreitert und weiß zottig behaart. Der behaarte Fruchtknoten ist mittelständig mit langem, festem Griffel.
Die weißen Früchte, Steinfrüchte am beständigen Kelch sind eiförmig bis ellipsoid, bespitzt, 8 bis 14 Millimeter lang, mit Durchmesser von 8 bis 10 Millimetern, unregelmäßig runzelig und dicht graufilzig mit Sternhaaren bedeckt. Die Samen sind braun und deutlich runzelig. Der Japanische Storaxbaum blüht von April bis Juli, die Früchte reifen von September bis Dezember.
Die Chromosomenzahl beträgt 2n = 40.

## Vorkommen und Standortansprüche
Das natürliche Verbreitungsgebiet liegt in Japan auf den Inseln Honshū, Shikoku, Kyushu und den Ryūkyū-Inseln, auf der Koreanischen Halbinsel, in den chinesischen Provinzen Anhui, Fujian, Gansu, Guangdong, Guangxi, Guizhou, Henan, Hubei, Hunan, Jiangsu, Jiangxi, Shaanxi, Shandong, Shanxi, Sichuan, Yunnan, Zhejiang und im Autonomen Gebiet Tibet, auf Taiwan, in Laos, Vietnam und auf den philippinischen Inseln Batan und Camiguin. Der Japanische Storaxbaum wächst in kühlfeuchten Wäldern in 400 bis 1800 Metern Höhe auf sauren bis schwach alkalischen, sandig-lehmigen bis lehmigen, humosen und nährstoffreichen Böden an lichtschattigen und wintermilden Standorten. Die Art ist mäßig frosthart.

## Systematik
Der Japanische Storaxbaum (Styrax japonicus) ist eine Art aus der Gattung der Storaxbäume (Styrax) in der Familie der Storaxbaumgewächse (Styracaceae). Die Art wurde im Jahr 1837 von Philipp Franz von Siebold und Joseph Gerhard Zuccarini erstmals wissenschaftlich gültig beschrieben. Der Gattungsname Styrax stammt aus dem Lateinischen und bezeichnete schon bei den Römern den Storaxbaum. Das Artepitheton japonicus verweist auf das Verbreitungsgebiet in Japan.
Es werden zwei Varietäten unterschieden:
- Styrax japonicus var. calycothrix Gilg: Blütenkelch und Blütenstiel sind spärlich mit Sternhaaren bedeckt
- Styrax japonicus var. japonicus mit kahlem Blütenkelch und Blütenstiel

## Verwendung
Der Japanische Storaxbaum wird häufig wegen der dekorativen Blüten als Zierstrauch verwendet.